# Língua yimchungrü
Yimchungrü (Yimchungrü Naga), ou Yachumi (Yatsumi), é uma língua Ao (das línguas sino-tibetanas) em perigo de extinção falada no extremo nordeste da Índia pelo povo Yimchunger - Naga. É falada entre Namchik e Patkoi no distrito Tuensang, norte de Nagaland, India.
O Yimchungrü com seus 92 mil falantes está severamente em perigo de extinção neste século.

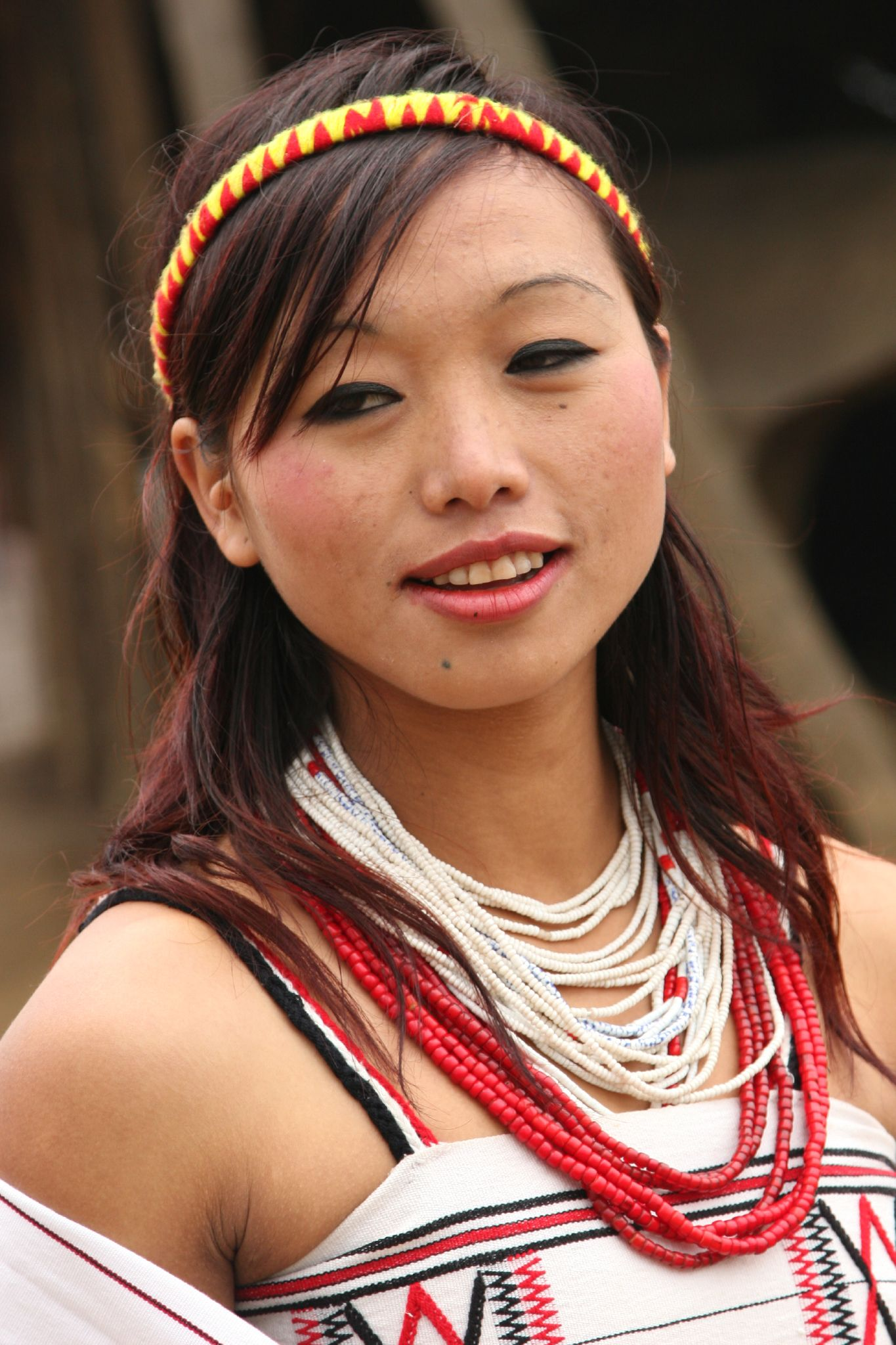
jovem Yimchunger Naga no morung da vila Kutur

## Dialetos
Ethnologue listou os seguintes dialetos:
- Tikhir
- Wai
- Chirr
- Minir
- Pherrongre
- Yimchungru

Os dialetos Minir, Pherrongre, Yimchungru são falados no sul.